# 游简言
游简言（914年—969年），字敏中。福建建安（今建瓯市）人。
游恭之子。年少失親努力自學，從「秘書省正字」起任官職。南唐李昪时期，累迁内史舍人。李璟即位后（943年），迁翰林学士、中书侍郎。歷任吏部尚书。开宝二年（969年）拜左仆射兼门下侍郎同平章事，當時因故重病不久即過世，得年五十七。谥宣靖。女婿姚端为乾德四年（966年）状元。